# Empoasca
Empoasca (лат.) — род цикадок из отряда полужесткокрылых.

## Описание
Цикадки длиной около 4—5 мм. Стройные, нежные, зеленоокрашенные, со слегка удлиненной по сравнению с боками средней частью темени, нередко с белым гиподермальным рисунком на голове и переднеспинке. Для СССР указывалось более 25 видов. Иногда из его состава выделяют подрод Kybos в качестве самостоятельного рода.
- Empoasca affinis Nast, 1937
- Empoasca alsiosa Ribaut, 1933
- Empoasca apicalis (Flor, 1861)
- Empoasca canariensis Metcalf, 1955
- Empoasca decipiens Paoli, 1930
- Empoasca fabae Harris, 1841
- Empoasca irenae Anufriev, 1973
- Empoasca kontkaneni  Ossiannilsson, 1949
- Empoasca ossiannilssoni  Nuorteva, 1948
- Empoasca pteridis
- Empoasca punjabensis  Singh-Pruthi, 1940
- Empoasca serrata Vilbaste, 1965
- Empoasca solani  (Curtis, 1846)
- Empoasca vitis  (Göthe, 1875)